# Bykownia

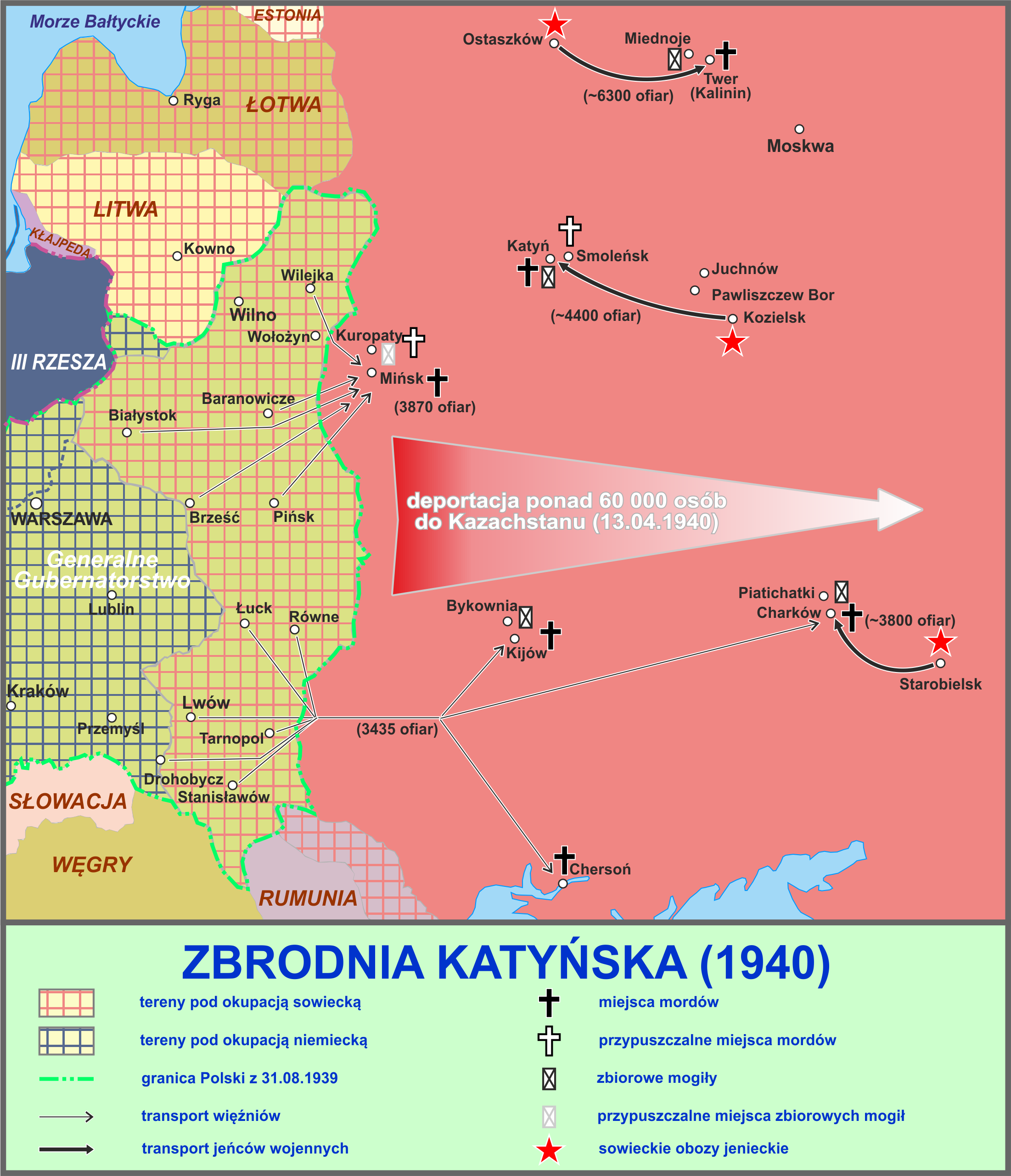

Bykownia (ukr. Биківня, ros. Быковня) – dawna wieś na Ukrainie, od 1923 roku w granicach Kijowa.

## Miejsce pochowania ofiar zbrodni stalinowskich
Pobliski lasek to miejsce pochówku ofiar masowych mordów w czasach stalinowskich. Liczbę pochowanych w tym rejonie oblicza się nawet na 100–120 tysięcy; w większości są to ofiary ukraińskie z lat 1937–1938 (okres tzw. wielkiego terroru). W 1937 roku kijowskie NKWD zwróciło się do ministerstwa odpowiedzialnego za lasy państwowe, by w lesie Bykownia we wskazanych kwartałach wydzielić 4,5 ha dla ich potrzeb. Wokół wyznaczonego terenu, otoczonego dookolną drogą, wzniesiono szczelny, drewniany płot o wysokości 3 metrów; obszar zamknięty drogą miał powierzchnię 5,3 ha. Miejsce pochówku ofiar mordu, dokonywanego prawie wyłącznie przez strzał w głowę, upamiętnione jest pomnikiem, krzyżem i kamieniem pamiątkowym. W latach 70. XX wieku władze planowały wybudowanie tu dworca autobusowego w celu zatarcia śladów. Wszystkie groby były kilkakrotnie ekshumowane. Pierwsze, tajne ekshumacje miały miejsce w 1971 roku; według przypuszczeń prof. Andrzeja Koli, szefa polskiej ekipy archeologów prowadzących badania w Bykowni, służyły one wyczyszczeniu grobów z przedmiotów, które pozwoliłyby na identyfikację narodowościową. Oficjalna nazwa obiektu to „Państwowy rezerwat historyczno-memorialny Groby Bykowni” (ukr. Державний iсторико-меморіальний заповідник «Биківнянські могили»).
Podejrzewano, że prawdopodobnie to tu spoczywają szczątki części z 3435 obywateli polskich z tak zwanej „ukraińskiej listy katyńskiej” – w tym oficerów Wojska Polskiego, policjantów i urzędników, ofiar zbrodni katyńskiej, których miejsca pochówku do tej pory oficjalnie nie odnaleziono. Na terenie lasu odkryto liczne przedmioty pochodzenia polskiego (przeszło 4000 sztuk), w tym m.in. jamę o rozmiarach 3 × 3 m, głęboką na 2,5 m, zawierającą wyłącznie przedmioty polskie należące do wielu osób, np. ponad 70 par polskich butów wojskowych.

### Badania archeologiczno-ekshumacyjne
Badania archeologiczno-ekshumacyjne w Bykowni rozpoczęto w 1989 roku. Przeprowadzono wówczas doraźną ekshumację i przyznano, że w lesie leżą osoby zamordowane przez NKWD w latach 1937–1938 (wcześniej utrzymywano, że w Bykowni pogrzebano osoby zamordowane przez Niemców w czasie II wojny światowej).

#### Badania w latach 2001–2004
Badania prowadzone w Bykowni w latach 2001–2004 wykazały, że jest to największy na Ukrainie cmentarz ofiar komunizmu.

#### Badania w latach 2006–2007
Po informacjach władz ukraińskich, w 2006 roku do badań poszukiwawczych przystąpił polski Instytut Pamięci Narodowej, który odnalazł między innymi 21 zbiorowych mogił Polaków. Taka identyfikacja poparta była znalezionymi licznymi przedmiotami świadczącymi o związkach z Polską – strzępkami mundurów, dokumentami, monetami, a nawet protezą dentystyczną określaną jako „polskiej szkoły”. Wśród znalezionych przedmiotów za najważniejsze dowody pochówku polskich oficerów w Bykowni uważa się odkryty w 2007 roku nieśmiertelnik st.sierż. Józefa Naglika oraz odnaleziony w tym samym roku grzebyk do wyczesywania wszy austriackiej firmy Matador Garantie, z wydrapanymi prawdopodobnie szpilką nazwiskami 4 polskich żołnierzy, w tym ppłk. Bronisława Szczyradłowskiego, będącego zastępcą dowódcy obrony Lwowa i Ludwika Dworzaka, profesora prawa karnego na Uniwersytecie Jana Kazimierza we Lwowie, najbliższego ucznia prof. Juliusza Makarewicza, a jednocześnie sędziego Sądu Apelacyjnego we Lwowie. Obaj znajdują się na ukraińskiej liście katyńskiej.

#### Badania w 2011 roku
W 2011 roku w Bykowni prowadzono prace ekshumacyjne, kierowane przez prof. Andrzeja Kolę, szefa Zakładu Archeologii Podwodnej w Katedrze Archeologii Uniwersytetu Mikołaja Kopernika w Toruniu. Odnaleziono kolejne przedmioty pochodzenia polskiego, jednak określenie nazwisk konkretnych ofiar okazało się w większości przypadków niemożliwe wskutek wcześniejszych ekshumacji i braku przedmiotów umożliwiających identyfikację. Do 4 czerwca 2011 roku ustalono nazwiska 9 polskich ofiar pogrzebanych w Bykowni, figurujące na ukraińskiej liście katyńskiej. Ogólna liczba polskich ofiar pochowanych w tym miejscu została oszacowana przez archeologów na ok. 1700. 30 czerwca 2011 roku w Bykowni odbył się symboliczny pogrzeb 492 polskich ofiar wydobytych z dołów śmierci.

### 2015
17 września 2015 roku premier Polski Ewa Kopacz i Ukrainy Arsenij Jaceniuk wzięli udział w oficjalnej ceremonii upamiętniającej ofiary totalitaryzmu w Bykowni.

## Polski Cmentarz Wojenny w Bykowni
28 listopada 2011 roku Prezydent RP Bronisław Komorowski i Prezydent Ukrainy Wiktor Janukowicz wmurowali akt erekcyjny pod budowę Polskiego Cmentarza Wojennego w Bykowni, czwartego spośród tzw. cmentarzy katyńskich. Uroczyste otwarcie i poświęcenie cmentarza nastąpiło 21 września 2012 roku z udziałem Bronisława Komorowskiego i Wiktora Janukowycza.

## Bykownia w kulturze
Pracom archeologiczno-ekshumacyjnym w Bykowni poświęcony jest film dokumentalny Gdzie rosną poziomki w reżyserii Anny Ferens (2006), cykl reportaży TVN autorstwa Doroty Pawlak, książka, pt. Bykownia. Czwarty cmentarz katyński. Ostatni świadkowie (Pepefilm 2021, Poligraf 2024) autorstwa Doroty Pawlak oraz zdjęcie autorstwa Maksymiliana Rigamonti, ukazujące prace ekshumacyjne, uzyskało pierwszą nagrodę w konkursie Grand Press Photo 2012.